# Merrill (Oregon)
Merrill é uma cidade localizada no estado norte-americano de Oregon, no Condado de Klamath.

## Demografia
Segundo o censo norte-americano de 2000, a sua população era de 897 habitantes.
Em 2006, foi estimada uma população de 893, um decréscimo de 4 (-0.4%).

## Geografia
De acordo com o United States Census Bureau tem uma área de
1,1 km², dos quais 1,1 km² cobertos por terra e 0,0 km² cobertos por água. Merrill localiza-se a aproximadamente 1240 m acima do nível do mar.

## Localidades na vizinhança
O diagrama seguinte representa as localidades num raio de 28 km ao redor de Merrill.